# Santervás de la Vega

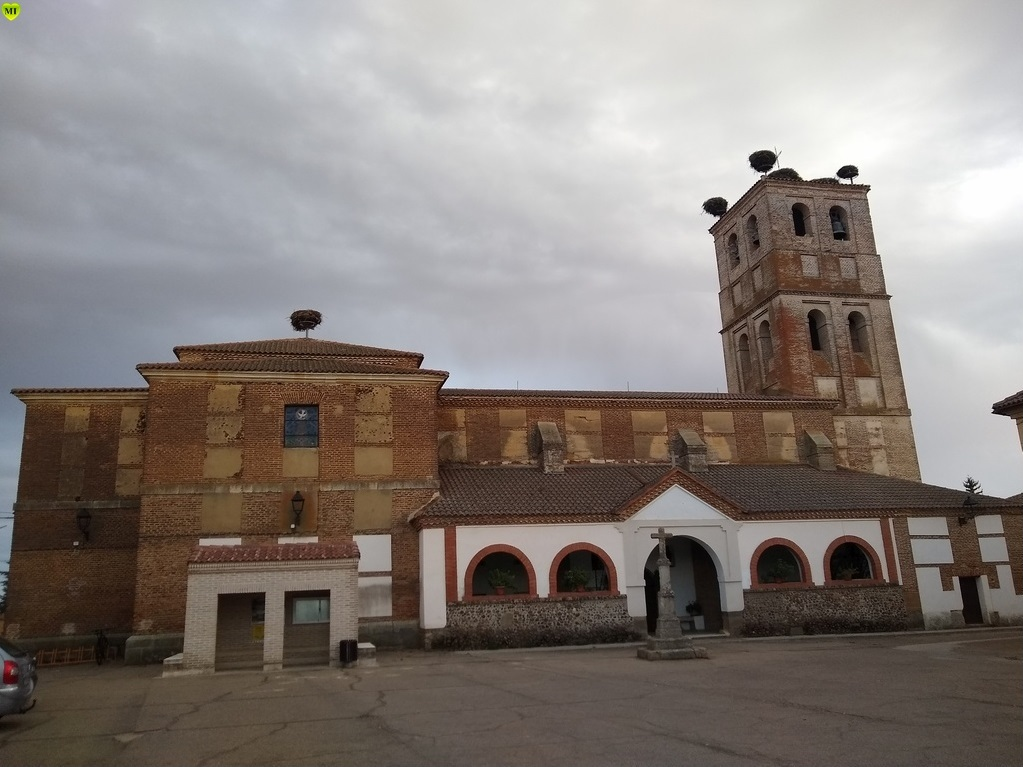
Iglesia de los Santos Gervasio y Protasio

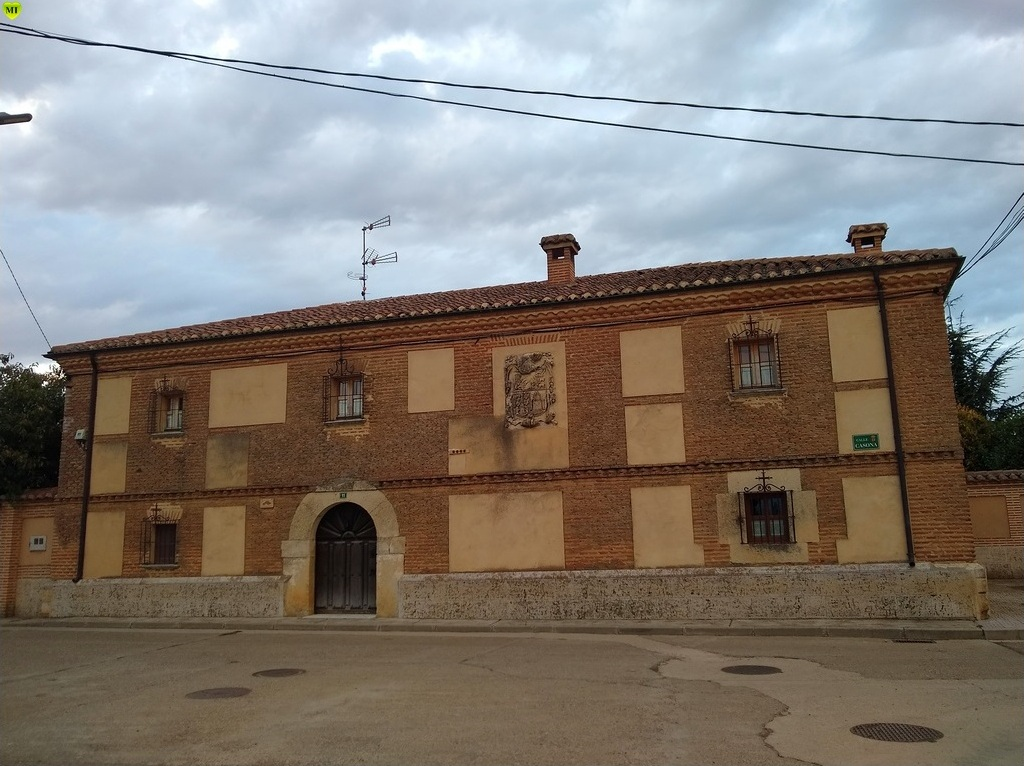
Casona con escudo

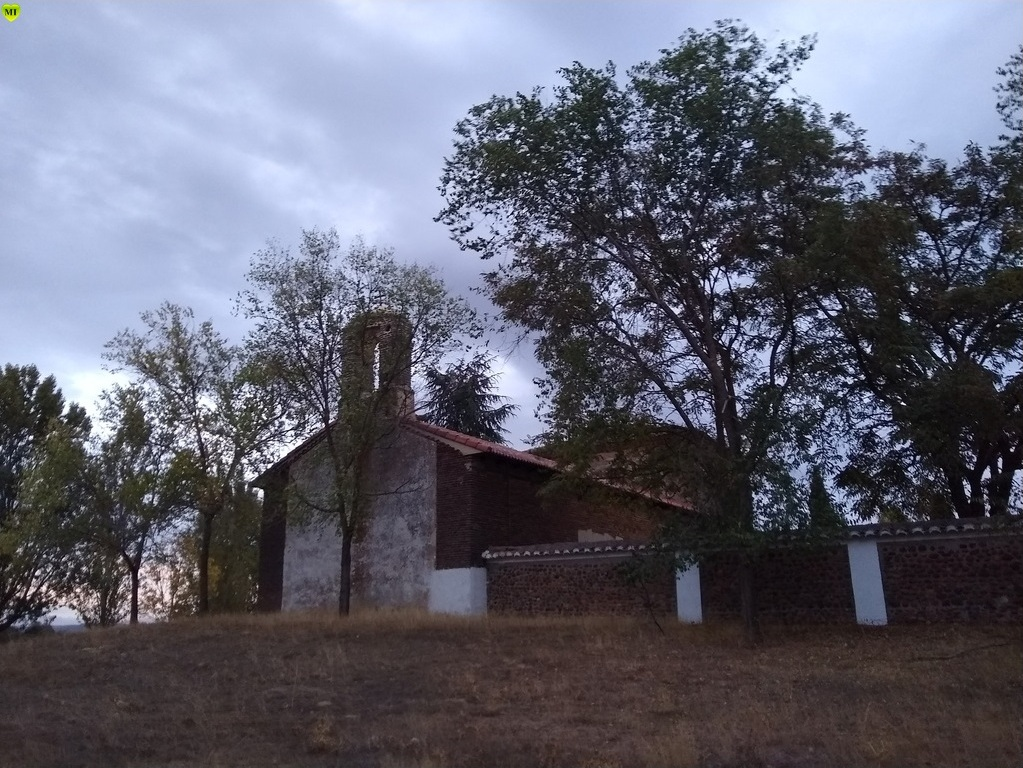
Ermita de San Bartolomé, junto al cementerio

Santervás de la Vega es un municipio, una pedanía y también una localidad de la comarca de Páramos - Valles, subcomarca de Vega-Valdavia en la provincia de Palencia, comunidad autónoma de Castilla y León, España.

## Geografía
- Su término municipal también comprende las pedanías de Villapún y Villarrobejo. El Arroyo Nuevo de Lagunilla de la Vega recorre parte del municipio.

| Noroeste: Villota del Páramo     | Norte: Poza de la Vega | Noreste: Villaluenga de la vega |
| Oeste: Villazanzo de Valderaduey |                        | Este: Villaluenga de la vega    |
| Suroeste: Lagartos               | Sur: Villarrabé        | Sureste: Pedrosa de la Vega     |

Santervás cuenta con una buena red de carreteras recientemente renovadas en toda la comarca y buenas comunicaciones tanto a nivel provincial como nacional.

## Geografía humana

### Demografía
Cuenta con una población de 400 habitantes (INE 2024).
| Gráfica de evolución demográfica de Santervás de la Vega entre 1857 y 2021 |
| |
| Población de derecho según los censos de población del INE Población de hecho según los censos de población del INEEntre el censo de 1857 y el anterior, crece el término del municipio porque incorpora a 345164 (Villapún) y 345166 (Villarrobejo) |

### Transporte público
Santervás de la Vega está comunicado con Palencia capital y con Saldaña que es la localidad cabecera de la comarca donde se encuentran la mayoría de servicios y donde todos los martes se celebra el mercado local.
La compañía que realiza los desplazamientos es "La Regional". Confirmar horarios e información en el teléfono: 983308088 o en su página web. La Regional
```
   Santervás de la Vega-Palencia: De lunes a sábado: 07:15 Salida de la plaza Mayor de Santervás. Domingo sin servicio.
   Palencia-Santervás de la vega: De lunes a sábado: 13:30 Salida de la estación de autobuses de Palencia. Domingo sin servicio.
```

```
   Santervás de la Vega-Saldaña: martes:10:00 Salida desde la carretera de entrada a Santervás.
   Saldaña-Santervás de la Vega: martes:12.45 Salida de la estación de autobuses de Saldaña.
```

Desde Saldaña diariamente hay autobuses de las compañías:
"Aja Muralla Bus" que comunica Saldaña con Palencia con varias frecuencias horarias de lunes a domingo. Teléfono de la estación de autobuses de Saldaña: 979 891 303.
"Linecar" que une Saldaña con Valladolid los martes y jueves bajo petición llamando al teléfono gratuito 900204020 y los domingos en línea regular. Teléfono de información general de "Linecar" 983230033.
"Alsa" que tiene rutas entre Saldaña y Madrid, Barcelona, Bilbao, Zaragoza, Gijón etc. Alsa bus
- En Saldaña, en la plaza del ayuntamiento se encuentra la parada de taxi que permite desplazarse a cualquier pueblo de los alrededores.

### Accesos por carretera
Para llegar a Santervás de la Vega:
- Desde Palencia: Salir de Palencia por la CL-615 dirección a Saldaña-Guardo.Son 60 kilómetros de distancia entre Palencia y Saldaña.

- Desde Saldaña: Salir de Saldaña por la carretera PP-2461 y pasando el pueblo de San Martín del Obispo veremos a un kilómetro un letrero que nos indica que giremos a la izquierda por la PP-2466 y en tres kilómetros se llega a Santervás.

- Autovías A-62 y A-231: La autovía A-231 pasa por Carrión de los Condes, está a 28 kilómetros de Santervás de la Vega y permite ir de forma directa a León y la zona de Galicia hacia el Oeste y a Burgos y hacia la zona de La Rioja y País Vasco al Este. También desde Palencia está la autovía A-62 hasta Valladolid y Salamanca.

## Cultura

### Fiestas
Fiestas patronales
- El 18, 19 y 20 de junio fiestas en honor a los Santos Gervasio y Protasio

- El 23 y 24 de agosto fiestas en honor de san Bartolomé.[3]

Otras festividades
- El 15 de mayo fiesta en honor de san Isidro Labrador

Santervás celebra varias festividades y en todas ellas hay una programación muy variada con grupos musicales y discoteca móvil hasta altas horas de la noche.
Nunca falta la degustación de productos locales como la pancetada-chorizada de San Bartolomé o la suculenta fiesta de la matanza cercana a la Navidad.Todo es de carácter gratuito.
También hay actuaciones de teatro, juegos infantiles, campeonatos de cartas como los de tute con buenos premios, chocolatada, concursos de disfraces, etc.
Se disputan partidos de pelota a mano profesionales y de frontenis para quien quiera apuntarse. Además de partidos de fútbol entre el equipo de Santervás, subcampeón de Palencia en el 2012 y el visitante que se desplace.
Las asociaciones del pueblo contribuyen a la organización, mientras que las peñas aportan el buen ambiente festivo.